# 学校法人フェリス女学院
学校法人フェリス女学院（がっこうほうじんフェリスじょがくいん）とは、日本の学校法人。

## 概要

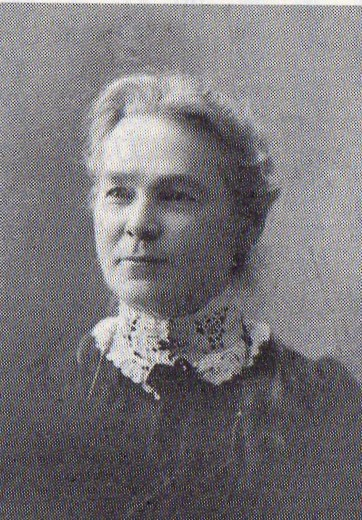
フェリス女学院の創設者メアリー・キダー

元々はジェームス・カーティス・ヘボンにより横浜で設立された私塾（ヘボン塾）の教師であったアメリカ・オランダ改革派教会宣教師のメアリー・キダーが、ヘボン塾の女子生徒を受け継ぐ形で1870年6月1日にフェリス・セミナリーの源流となる英語女塾をヘボン施療所に開き、授業を開始。1875年（明治8年）に、横浜山手178番に校舎と寄宿舎が落成し、「フェリス・セミナリー（日本名：フェリス英和女学校）」と名づけた。「フェリス」という名前はメアリー・キダーを送り出したアメリカ・オランダ改革派教会外国伝統局総主事であるフェリス父子の名からとった。

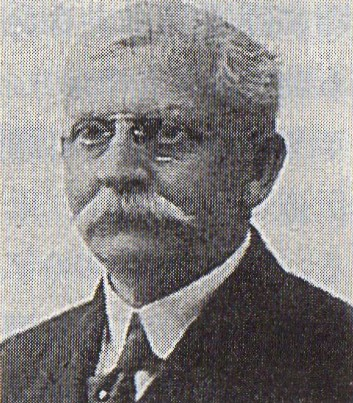
第2代校長ユージーン・サミュエル・ブース

1881年（明治14年）に入りメアリーとエドワード・ローゼイ・ミラー夫妻は伝道に専念するために、後継者を求めた。そこで、病気で横浜に療養に来ていたユージーン・ブースに話が持ちかけられて、1881年12月にブースが2代目校長に就任する。1889年 （明治22年）に「フェリス和英女学校」と改称して、講堂のヴァン・スカイック・ホールが完成。1890年代になると国家主義的風潮で生徒が激減し、高等科を廃止した。1899年私立学校令により認可され、正式名称がフエリス和英女学校になる。高等科の代わりに聖書科を置く。
1903年（明治36年）には教頭の岩佐琢蔵の尽力により高等女学校卒業者のために英語師範科を設置する。これはミッションスクールでの宗教教育を禁じる文部省訓令第12号への対応策であったが、英語教師の全国的な不足といった当時の状況の中でフェリスは高等女学校以上の学校であるとの社会的評価を得て、学校が再興し、名声が高まることとなった。
その後さらに、専門学校課程に準ずる神学部と英文学部からなる高等科を設置するが、1919年（大正8年）になると東京女子大学設立に協力する形で高等科を廃止することとなった。ブースは1922年（大正11年）まで校長としてフェリス女学院の発展に尽くした。
1922年（大正11年）、アメリカ・オランダ改革派教会の婦人宣教師J・M・M・カイパーが第3代目校長になる。1923年（大正12年）関東大震災に被災し校舎は壊滅し、カイパー校長は殉職する。

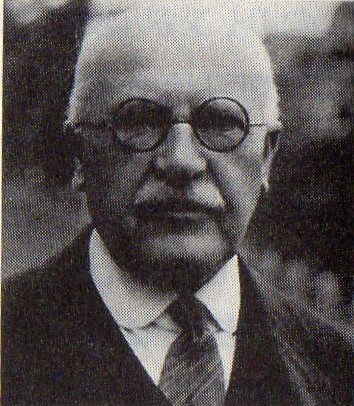
殉職したカイパーの代務者アルバート・オルトマンス院長

殉職したカイパーの代務者として明治学院のアルバート・オルトマンスがフェリスの院長を一時的に兼務する。1924年にルーマン・シェーファー (Luman J. Shafer) が校長になる。そして、中等教育を中心に行う。1927年（昭和2年）には専門学校入学者検定規定による指定校になる。1929年シェーファーが辞任する。
日中戦争中の1940年（昭和15年）都留仙次が校長になる。対英米戦中には英語名を避けて「横浜山手女学院」に校名を変更する。戦後校名をフェリス女学院に戻す。1951年には都留が口語訳聖書の翻訳に専念するために院長を辞任する。
なお女子学院中学校・高等学校と共に、日本初のキリスト教主義学校女学校である。当初は受け継ぎの関係で男女共学であり、女子教育に専念したのは1871年の9月からである。

## 理念
フェリス女学院はキリスト教育に基づき、「For others」をモットーにしている。
これは『めいめい自分のことだけでなく、他人のことにも注意を払いなさい。』（新約聖書「フィリピの信徒への手紙」第2章第4節）に由来し、学校行事の折々にこの一節についての話がある。
中学校（高等学校と6年間一貫教育）は、女子では難関の部類に入る進学校である。高校からの募集はしていない。